# マーク・ストランド
マーク・ストランド（Mark Strand、1934年4月11日 - 2014年11月29日）はアメリカ合衆国の詩人。

## 経歴
カナダのプリンスエドワード島に生まれる。1938年に家族でアメリカ合衆国に移住。オハイオ州のカレッジを卒業後、イェール大学で美術を学び、イタリア留学を経験した。その後文学者となり、大学で教えながら詩を書いた。主にユタ大学、シカゴ大学、コロンビア大学で教えた。1964年に『片眼を開けて眠りながら』で詩人としてデビューした。1990年にはアメリカ議会図書館の桂冠詩人を務めた。
1999年に『吹雪（Blizzard of One）』でピューリッツァー賞 詩部門を受賞。小説集『犬の人生』は村上春樹によって日本語訳がされた。『犬の人生』訳者あとがきによれば、親交のあったレイモンド・カーヴァーが亡くなった際にその自宅を訪ねたときに、カーヴァーの本棚にあった現代詩アンソロジーをめくっていてストランドの詩に出会ったという。村上のノンフィクション作品『約束された場所で』のタイトルも、ストランドの詩の一節からとったものである。